# صيفي من حب
صيفي من حب (بالإنجليزية: My Summer of Love)‏ هو فيلم دراما بريطاني صدر عام 2004، وهو مقتبس من رواية تحمل نفس الاسم. ويحكي الفيلم قصة البلوغ لفتاة شابة. الفيلم من توزيع المملكة المتحدة، وهو من إخراج بافل بافليكوفسكي، أما السيناريو فكان من كتابة بافل بافليكوفسكي وهيلين كروس. الفيلم مقتبسٌ من My Summer of Love (novel) ‏ من تأليف هيلين كروس.

## القصة
تقع أحداث الفيلم في يوركشاير. وقصة الفيلم الرئيسية حول الأسرة المختلة. كانت مونا مستلقية في حقل عندما مرت تامزين على حصانها. تنحدر تامزين من عائلة ثرية وتقول إنها فُصلت من المدرسة الداخلية. تنحدر مونا من عائلة من الطبقة العاملة، وقريبها الوحيد الذي يعيش معها هو شقيقها فيل. كلتا الفتاتين تعتبران حياتهما دنيوية وغير مرضية.
تجد مونا أن فيل يتخلص من جميع الكحوليات في حانة والدتهما الراحلة التي تقع أسفل مسكنهما. بعد دخوله السجن بتهمة السرقة والعنف، خضع فيل لتحول ديني ويستخدم الحانة الآن لاستضافة اجتماعات المسيحيين المحليين. تلتقي مونا بحبيبها ريكي لممارسة الجنس في سيارته، لكنه ينفصل عنها بعد ذلك. في اليوم التالي، تبدأ الفتيات في الترابط فيما بينهن حيث يقضين اليوم في الشرب والتدخين والتحدث عن مشاكلهن. في اليوم التالي، تأخذ تامزين مونا إلى المنزل الذي تدعي تامزين أن عشيقة والدها تعيش فيه. تحطم مونا نافذة سيارة والد تامزين وتهرب الفتاتان.
تشتري تامزين محركًا لدراجة مونا البخارية وتذهبان إلى نهر صغير للسباحة. تحت شلال مائي، تتبادل الفتيات قبلة. في منزل تامزين، وتجرب مونا فساتينها. تروي تامزين باكية وفاة أختها سادي بسبب فقدان الشهية. في الحديقة، تعزف تامزين على التشيلو بينما ترقص منى. تقبّل تامزين مونا بشغف، ويمارسان الجنس فيما بعد، لكنهما ينقطعان لفترة وجيزة عندما يأتي فيل إلى المنزل بحثًا عن مونا.
يريد فيل من مونا أن تأتي معه إلى حفل محلي لرفع الصليب وترافقها تامزين. خلال الحفل، يبدو أن تامزين تنجذب إلى فيل. في منزل تامزين، تدخل هي ومونا إلى غرفة نوم شقيقتها سادي، حيث تجدان كيسًا من الفطر السحري. يأخذان الفطر ويذهبان إلى قاعة رقص، حيث يزعج سلوكهما الصاخب الرواد. يعودان إلى النهر ويعلنان حبهما الأبدي لبعضهما البعض، ويقسمان على الانتحار في حال انفصالهما.
يأتي فيل لاحقًا إلى منزل تامزين باحثًا عن مونا مرة أخرى. تسمح له تامزين بالدخول وتتظاهر بإغوائه، ثم يتحول إلى السخرية منه بسبب معتقداته الدينية. يخنق تامزين بغضب ثم يطلق سراحها ويجبر مونا على العودة معه إلى المنزل ويحبسها في غرفة نومها. في وقت لاحق، خلال اجتماع للمسيحيين، تتظاهر بصوت عالٍ بالانتحار. يتدخل فيل، وتسخر مونا من معتقداته الدينية من خلال التظاهر بأن شيطانًا يتلبسها. يعود فيل إلى غضبه القديم، ويضرب مونا ويجبر المسيحيين على المغادرة. تحزم مونا حقيبتها وتغادر لتكون مع تامزين.
عندما تصل إلى منزل تامزين، تكتشف مونا أن تامزين ستعود إلى المدرسة الداخلية، وتكتشف أيضًا أن تامزين كذبت بشأن والديها، وأن أختها سادي لا تزال على قيد الحياة. تذهب مونا مكتئبة إلى النهر. تنضم إليها تامزين وتخبرها برفضها أنه ما كان ينبغي لها أن تكون ساذجة إلى هذا الحد. وعلى ما يبدو أنها تسامحها، تنزلق منى إلى الماء، وتغري تامزين بالانضمام إليها، وتقبل الفتاتان بعضهما البعض مرة أخرى. تمسك مونا عنق تامزين وتضعها تحت الماء وكأنها تريد قتلها، لكنها في النهاية تطلق سراحها وتبتعد عنها.

## طاقم التمثيل
- إيميلي بلنت
- دين اندروز
- ناتالي بريس
- بادي كونسيدين

## الإنتاج
موسيقى الفيلم التصويرية كانت من تأليف أليسون جولدفراب.

## وصلات خارجية
- صيفي من حب على موقع IMDb (الإنجليزية)
- صيفي من حب على موقع ميتاكريتيك (الإنجليزية)
- صيفي من حب على موقع روتن توميتوز (الإنجليزية)
- صيفي من حب على موقع نتفليكس (الإنجليزية)
- صيفي من حب على موقع قاعدة بيانات الأفلام العربية
- صيفي من حب على موقع ألو سيني (الفرنسية)
- صيفي من حب على موقع Turner Classic Movies (الإنجليزية)
- صيفي من حب على موقع أول موفي (الإنجليزية)
- صيفي من حب على موقع بوكس أوفيس موجو (الإنجليزية)
- صيفي من حب على موقع فيلمافينيتي (الإسبانية)